# Fisher Ames

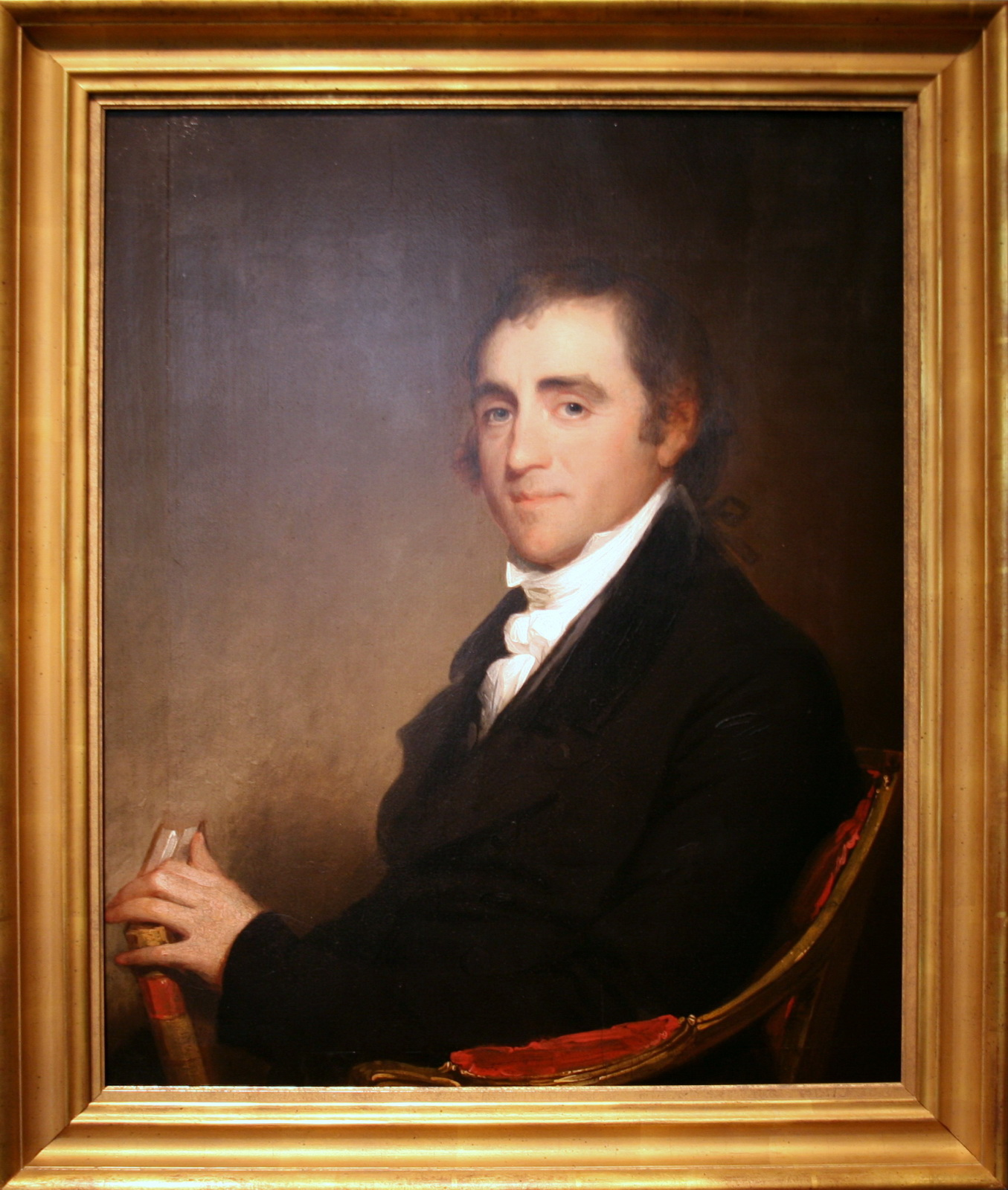
Fisher Ames

Fisher Ames (* 9. April 1758 in Dedham, Norfolk County, Province of Massachusetts Bay; † 4. Juli 1808 ebenda) war ein US-amerikanischer Politiker. Zwischen 1789 und 1797 vertrat er den Bundesstaat Massachusetts im US-Repräsentantenhaus.

## Werdegang
Fisher Ames besuchte sowohl öffentliche als auch private Schulen und studierte danach bis 1774 am Harvard College. Danach arbeitete er für einige Zeit als Lehrer. Nach einem Jurastudium und seiner 1781 erfolgten Zulassung als Rechtsanwalt begann er in Dedham in diesem Beruf zu arbeiten. Gleichzeitig schlug er eine politische Laufbahn ein. Ames wurde für seine kompromisslose Befürwortung der Eigentumsrechte und seine schützende Haltung gegenüber kommerziellen Interessen bekannt.
Im Jahr 1788 war er Abgeordneter im Repräsentantenhaus von Massachusetts sowie Delegierter auf der Versammlung, auf der der Staat Massachusetts die Verfassung der Vereinigten Staaten ratifizierte. Politisch stand er der Bundesregierung unter Präsident George Washington nahe (Pro-Administration). Später wurde er Mitglied der von Alexander Hamilton gegründeten Föderalistischen Partei. Er war ein politischer Gegner des späteren Präsidenten Thomas Jefferson.
1793 wurde Ames in die American Academy of Arts and Sciences gewählt.
Bei den ersten Kongresswahlen des Jahres 1789 besiegte er Samuel Adams bei den Wahlen für einen Sitz in der ersten Sitzung des US-Repräsentantenhauses, wo er am 4. März 1789 sein neues Mandat antrat. Nach drei Wiederwahlen, 1790, 1792 und 1794, konnte er bis zum 3. März 1797 vier Legislaturperioden im Kongress absolvieren. Seit 1795 vertrat er dort den achten Wahlbezirk seines Staates. Von 1789 bis 1791 leitete er den Wahlausschuss.
Überzeugt,  dass das Land nur mit einer starken Zentralregierung überleben konnte, unterstützte Ames die finanziellen Maßnahmen von Schatzkanzler (heute Finanzminister) Alexander Hamilton. Er argumentierte gegen eine Vergeltung von britischen Verletzungen amerikanischer Rechte während 1793 und 1794, als amerikanische Schiffe beschlagnahmt und amerikanische Seeleute in britische Dienste gepresst wurden. Er hielt die größte Rede seines Lebens zu Gunsten des Jay-Vertrags (28. April 1796), der den Frieden mit Großbritannien bewahrte, als eine Zustimmung des Repräsentantenhauses nicht klar war. Er erreichte eine knappe Mehrheit von 51 zu 48 Stimmen für den Vertrag.
Während seiner Zeit als Kongressabgeordneter wurden im Jahr 1791 die ersten zehn Verfassungszusätze, die Bill of Rights, ratifiziert. Im Jahr 1795 folgte die Ratifizierung des elften Zusatzartikels. Im Jahr 1796 verzichtete Ames auf eine weitere Kongresskandidatur.
Nach dem Ende seiner Zeit im US-Repräsentantenhaus praktizierte er wieder als Anwalt in Dedham. In den Jahren 1798 bis 1800 gehörte er dem Stab des Gouverneurs von Massachusetts an. 1804 wurde er zum Präsidenten der Harvard University gewählt. Dieses Amt lehnte er aber aus gesundheitlichen Gründen ab. Er starb am 4. Juli 1808 in seinem Heimatort Dedham.